# یانسکی
یکای شار یا یانسکی (با نماد Jy) یک یکای غیر اس‌آی برای چگالی شار برابر با ۱۰-۲۶ وات بر متر مربع بر هرتز است. چگالی شار یا شار تک‌فام یک چشمه، S، برابر است با انتگرال تابش طیفی، B، روی زاویهٔ فضایی چشمه.
{\displaystyle S=\iint _{\mathrm {source} }B(\theta ,\phi )\mathrm {d} \Omega }
این یکا به یاد رادیو اخترشناس آمریکایی کارل گوته یانسکی نامگذاری شده است و به صورت زیر تعریف می‌شود:
{\displaystyle 1\ \mathrm {Jy} =10^{-26}{\frac {\mathrm {W} }{\mathrm {m^{2}} \cdot \mathrm {Hz} }}} (SI) {\displaystyle =10^{-23}{\frac {\mathrm {erg} }{\mathrm {s} \cdot \mathrm {cm^{2}} \cdot \mathrm {Hz} }}} (CGS)
چگالی شاری که بر حسب یانسکی بیان شده باشد را می‌توان به بزرگی تبدیل کرد تا فرض مناسبی در مورد طیف به دست دهد. برای نمونه تبدیل یک بزرگی اِی‌بی به میکرویانسکی به سادگی امکان‌پذیر است:
{\displaystyle S_{v}\ [\mathrm {\mu Jy} ]=10^{6}\cdot 10^{23}\cdot 10^{-(\mathrm {AB} +48.6)/2.5}=10^{(23.9-\mathrm {AB} )/2.5}}

## واژه‌نامه
1. ↑   Karl Guthe Jansky
2. ↑  AB magnitude